# حشره‌خوار درختی پالاوان
حشره‌خوار درختی پالاوان(نام علمی: Tupaia palawanensis) نام یک گونه از تیره حشره‌خوار درختی سنجابی است.